# Georg Hemmerlein
Georg Hemmerlein (* 15. November 1913 in Neunkirchen am Brand; † 13. November 2003 ebenda) war ein deutscher Politiker (CSU).

## Leben und Beruf
Georg Hemmerlein wurde 1913 in Neunkirchen als eines von fünf Kindern geboren. Seine Eltern waren Johann Karl Hemmerlein und Anna Hemmerlein, geborene Böhmer.
Nach dem Besuch der Volksschule in  Neunkirchen am Brand wechselte Hemmerlein auf das humanistische Gymnasium in Erlangen, wo er die Reifeprüfung ablegte. Nach Arbeitsdienst und Wehrpflicht nahm er an der Technischen Hochschule München ein Studium des Bauingenieurwesens auf, das er als Diplom-Ingenieur abschloss. Am 28. Juli 1937 beantragte er die Aufnahme in die NSDAP und wurde rückwirkend zum 1. Mai desselben Jahres aufgenommen (Mitgliedsnummer 4.589.853). Von 1939 an nahm er als Soldat am Zweiten Weltkrieg teil und wurde 1943 zum Leutnant befördert. Kurz vor Kriegsende geriet er in Gefangenschaft, aus der er jedoch bereits 1945 zurückkehrte.
Nach 1945 baute Hemmerlein ein Statikbüro und die Betonwerk Dipl.-Ing. Georg Hemmerlein GmbH & Co. KG auf, die in den 1990er Jahren in Konkurs ging. 1960 gründete er mit Kaspar Lochner die NAF Neunkirchener Achsenfabrik.
Im Jahr 1969 wurde er von Kardinal-Großmeister Eugène Tisserant zum Ritter des Ritterordens vom Heiligen Grab zu Jerusalem ernannt und am 25. Oktober 1969 im Bamberger Dom durch Lorenz Jaeger, Großprior der deutschen Statthalterei, investiert. Er war zuletzt Komtur des Ordens.
Georg Hemmerlein war verheiratet und hatte elf Kinder.

## Abgeordneter
Hemmerlein gehörte von 1962 bis 1970 für die CSU dem Bayerischen Landtag an. Er vertrat in beiden Wahlperioden den Stimmkreis Forchheim Stadt und Land, Neustadt/Aisch im Parlament. Im Landtag gehörte er dem Ausschuss für Wirtschaft und Verkehr an. In seiner Heimatgemeinde Neunkirchen am Brand war Hemmerlein seit 1956 Gemeinderatsmitglied, zudem gehörte er zwölf Jahre dem Kreistag des Landkreises Forchheim an.

## Öffentliche Ämter
Von 1959 bis 1974 Jahre war Hemmerlein 1. Bürgermeister seiner Heimatgemeinde Neunkirchen am Brand. Er brachte unter anderem die Vergrößerung des Ortes durch Ausweisung neuer Baugebiete voran.

## Ehrungen
- Ritterschlag zum Ritter vom Heiligen Grab (1969)
- Bayerischer Verdienstorden (1970)
- Ehrenbürger des Marktes Neunkirchen am Brand (1974)
- Namensgeber der Georg-Hemmerlein-Straße (2007; posthum)
- Namensgeber der Hemmerleinhalle (1973)